# 김영우 (축구 선수)
김영우(한국 한자: 金永佑, 1984년 6월 15일 ~ )는 대한민국의 축구 선수로서 포지션은 미드필더이다.